# Абжанов, Бекенбай
Бекенбай Абжанов (каз. Бекенбай Әбжанов; 1907 год, аул Архат, Томская губерния — 1964 год) — старший чабан совхоза «Каракол» Аягузского района Семипалатинской области, Казахская ССР. Герой Социалистического Труда (1958).
Родился в 1907 году в крестьянской семье в ауле тархат Томской губернии (сегодня — Абайский район Восточно-Казахстанской области). С 1930 года проживал в Аягозском районе. Был одним из организаторов совхоза «Каракол» Аягозского района. Трудился в этом совхозе чабаном, старшим чабаном до своей кончины в 1964 году.
За выдающиеся трудовые достижения удостоен звания Героя Социалистического Труда указом Президиума Верховного Совета СССР от 29 марта 1958 года c вручением ордена Ленина и золотой медали «Серп и Молот».
Память
- В 1965 году совхозу «Каракол» было присвоено имя Бекенбая Абжанова
- В селе Каракол установлен бюст Героя Социалистического Труда.